# CD154
La CD154, anche chiamata CD40 ligando o semplicemente CD40L, è una proteina espressa soprattutto nei linfociti T attivati e facente parte della superfamiglia del TNF.
Si lega al CD40 presente sulle antigen-presenting cell (APC) agendo come co-attivatore. In particolare, il legame CD40/CD40L attiva i linfociti B stimolandoli a formare i centri germinativi, porta le cellule dendritiche ad aumentare la produzione di molecole stimolatorie e citochine (licensing delle cellule dendritiche), e aumenta l'attività microbicida dei macrofagi.